# George Town (Penang)
George Town (malai: Tanjung, xinès: 喬治市, pinyin: Qiáozhì Shì) és una ciutat de l'estat de Penang a Malàisia. És la quarta ciutat més poblada de Malàisia amb 708.127 habitants. Inscrita amb la ciutat de Malaca a la llista del Patrimoni de la Humanitat de la UNESCO des del 2008.